# Dean Holdsworth
Dean Christopher Holdsworth (Walthamstow, 8 november 1968) is een Engels voormalig voetballer die als aanvaller speelde. Holdsworth was actief in de Premier League, waar hij zeer succesvol was bij Wimbledon en Bolton Wanderers. Tijdens een carrière van 22 jaar scoorde hij 193 competitiedoelpunten.

## Clubcarrière

### Brentford
Nadat hij niet wist door te breken bij Watford en evenmin bij de clubs aan dewelke hij door Watford verhuurd werd — Carlisle United, Port Vale en het Welshe Swansea City — vond Holdsworth vanaf 1989 plots blindelings de weg naar doel als speler van Brentford, dat hem gedurende het voorgaande seizoen ook al huurde van Watford. In totaal speelde hij 117 competitiewedstrijden en scoorde 54 keer, waardoor hij een transfer afdwong naar de toen stabiele eersteklasser Wimbledon in de zomer van 1992.

### Wimbledon
Met Wimbledon eindigde Holdsworth een aantal keer hoog in de topschuttersstand van de Premier League. Zo scoorde hij gedurende zijn eerste en tweede seizoen in de Premier League respectievelijk 19 en 17 doelpunten. Hij maakte tevens een hattrick tegen Oldham Athletic op 26 april 1994. Wimbledon werd dat jaar overigens zesde.

### Bolton Wanderers
Holdsworth verliet Selhurst Park — Wimbledon had, ondanks de mooie periode voor de club, geen eigen stadion — in 1997. Na vijf seizoenen en 58 competitietreffers voor Wimbledon, waar hij voornamelijk een zeer efficiënt trio vormde met Robbie Earle en John Fashanu, tekende Holdsworth een contract bij Bolton Wanderers. Holdsworth beleefde daar een moeilijk eerste seizoen met slechts drie doelpunten uit 17 competitieduels. Daarenboven zakte Bolton uit de Premier League na afloop van het seizoen 1997/1998. Later knokte hij zich in het elftal en onder Sam Allardyce bereikte Bolton de halve finale van zowel de FA Cup als de League Cup in 2000. In het seizoen 1999/2000 scoorde Holdsworth 14 keer uit 24 wedstrijden. In het seizoen 2000/2001 scoorde hij 15 doelpunten. Bolton keerde na dat seizoen terug naar de Premier League. Holdsworth was echter merendeels invaller tijdens het seizoen 2001/2002, hoewel de club een verlengd verblijf in de hoogste klasse kon forceren.

### Latere carrière
Holdsworth werd vanaf het najaar van 2002 door Bolton Wanderers uitgeleend aan tweedeklasser Coventry City, maar kwam niet tot scoren. Na een vruchteloze periode bij Coventry, dat hem uiteindelijk definitief overnam van Bolton, verzeilde hij tot het einde van zijn loopbaan in de Engelse amateurreeksen van de National Conference League. Holdsworth was nog regelmatig trefzeker bij amateurclub Havant & Waterlooville van 2004 tot 2005. Hij was kortstondig actief bij Derby County van 2005 tot 2006. Holdsworth beëindigde zijn loopbaan in 2008, als speler-coach bij amateurclub Redbridge. Hij trainde sindsdien meerdere amateurclubs.

## Ondernemerschap

### CEO van Bolton Wanderers
In maart 2016 kocht Holdsworth zich in bij ex-club Bolton Wanderers en was enkele maanden CEO en bestuursvoorzitter van de club. Exact een jaar later, in maart 2017, verkocht Holdsworth zijn aandelen. In augustus 2017 was Holdsworth definitief weg bij de club, nadat hij uit de raad van bestuur stapte.

## Persoonlijk leven
David Holdsworth is zijn eeneiige tweelingbroer. David had een kortere haarsnit. Dean heeft een baard en zijn broer niet. Ze speelden samen bij Watford van 1986 tot 1988.
Holdsworth was in 1996 betrokken bij een tabloidschandaal, nadat was uitgelekt dat hij een buitenechtelijke affaire zou hebben gehad met een minderjarig topmodel, Linsey Dawn McKenzie, die toen 17 was. In december 1999 werd Holdsworth veroordeeld tot 18 maanden voorwaardelijke celstraf voor het slaan van zijn vrouw Samantha.